# زندگی پنهان والتر میتی
زندگی پنهان والتر میتی (به انگلیسی: The Secret Life of Walter Mitty) فیلمی در ژانر فانتزی به کارگردانی بن استیلر است که در سال ۲۰۱۳ منتشر شد. از بازیگران آن می‌توان به کریستن ویگ و شان پن اشاره کرد.

## خلاصه داستان
والتر میتی مدت‌ها در مجله لایف به عنوان مسوول آرشیو عکسهای مجله کار میکند. مسوولین مجله در نظر دارند چاپ فیزیکی مجله را متوقف کرده و از نسخه بعدی فقط نسخه آنلاین مجله را ایجاد کنند به همین دلیل تعدیل نیروی شدیدی در مجله به راه افتاده است. اوکانل یکی از بهترین عکاسان مجله برای آخرین نسخه چاپی یک عکس بسیار زیبا برای والتر میفرستد که خودش اعتقاد دارد روح زندگی را به خوبی نشان می‌دهد ولی جعبه حاوی نگاتیو خالی است. والتر برای جلوگیری از اخراج به دنبال اوکانل به اروپا سفر میکند. والتر که در طول عمرش از آمریکا خارج نشده و حتی برای پر کردن پروفایل سایت دوست‌یابی خود نیز مشکل دارد تجربیاتی را بدست می‌آورد که برای بسیاری از افراد رؤیا به نظر میرسد ...